# Zápas na Letních olympijských hrách 1972 – muži, volný styl do 90 kg
Zápas ve volném stylu ve váhové kategorii do 90 kg na Letních olympijských hrách 1972 v Mnichově probíhal od 27. do 31. srpna. O medaile se utkalo 23 zápasníků.

## Turnajové výsledky
Byl použit systém eliminace zápornými body. Zápasník, který nasbíral 6 negativních bodů, byl vyřazen z dalších bojů. Když zůstali v turnaji poslední tři, rozhodlo o jejich konečném pořadí speciální finálové kolo. 
Legenda
- DNA — Nenastoupil
- TPP — Celkem trestných bodů
- MPP — Trestných bodů v zápase

Penalizace
- 0 — Lopatkové vítězství, vítězství pro pasivitu, zranění, nebo diskvalifikaci protivníka
- 0.5 — Vítězství pro technickou převahu
- 1 — Vítězství na body
- 2 — Remíza
- 2.5 — Remíza, pasivita
- 3 — Prohra na body
- 3.5 — Prohra pro technickou převahu soupeře
- 4 — Lopatková prohra, prohra z důvodu pasivity, zranění, nebo diskvalifikace

### Kolo 1
| TPP | MPP |                         | Čas  |                            | MPP | TPP |
| --- | --- | ----------------------- | ---- | -------------------------- | --- | --- |
| 0   | 0   | Károly Bajkó (HUN)      | 5:50 | Makoto Kamada (JPN)        | 4   | 4   |
| 0   | 0   | Reza Khorrami (IRI)     | 0:53 | Etienne Martinetti (SUI)   | 4   | 4   |
| 4   | 4   | Alioune Camara (SEN)    | 2:11 | Raúl García (MEX)          | 0   | 0   |
| 1   | 1   | Benjamin Peterson (USA) |      | Paweł Kurczewski (POL)     | 3   | 3   |
| 0   | 0   | George Saunders (CAN)   | 1:59 | Chandgi Ram (IND)          | 4   | 4   |
| 0.5 | 0.5 | Gennadij Strachov (URS) |      | Roland Andersson (SWE)     | 3.5 | 3.5 |
| 1   | 1   | Bárbaro Morgan (CUB)    |      | Ion Marton (ROU)           | 3   | 3   |
| 4   | 4   | Kwak Kwang-Woong (KOR)  | 1:42 | Günter Spindler (GDR)      | 0   | 0   |
| 1   | 1   | Michel Grangier (FRA)   |      | Umberto Marcheggiani (ITA) | 3   | 3   |
| 4   | 4   | Ronald Grinstead (GBR)  | 3:41 | Rusi Petrov (BUL)          | 0   | 0   |
| 1   | 1   | Mehmet Güçlü (TUR)      |      | Jigjidiin Mönkhbat (MGL)   | 3   | 3   |
| 0   |     | Ernst Knoll (FRG)       |      | Bye                        |     |     |

### Kolo 2
| TPP | MPP |                            | Čas  |                         | MPP | TPP |
| --- | --- | -------------------------- | ---- | ----------------------- | --- | --- |
| 3   | 3   | Ernst Knoll (FRG)          |      | Károly Bajkó (HUN)      | 1   | 1   |
| 7   | 3   | Makoto Kamada (JPN)        |      | Reza Khorrami (IRI)     | 1   | 1   |
| 4   | 0   | Etienne Martinetti (SUI)   | 1:38 | Alioune Camara (SEN)    | 4   | 8   |
| 4   | 4   | Raúl García (MEX)          | 8:09 | Benjamin Peterson (USA) | 0   | 1   |
| 4   | 1   | Paweł Kurczewski (POL)     |      | George Saunders (CAN)   | 3   | 3   |
| 8   | 4   | Chandgi Ram (IND)          | 2:45 | Gennadij Strachov (URS) | 0   | 0.5 |
| 6.5 | 3   | Roland Andersson (SWE)     |      | Bárbaro Morgan (CUB)    | 1   | 2   |
| 6   | 3   | Ion Marton (ROU)           |      | Kwak Kwang-Woong (KOR)  | 1   | 5   |
| 3   | 3   | Günter Spindler (GDR)      |      | Michel Grangier (FRA)   | 1   | 2   |
| 5   | 2   | Umberto Marcheggiani (ITA) |      | Ronald Grinstead (GBR)  | 2   | 6   |
| 1   | 1   | Rusi Petrov (BUL)          |      | Mehmet Güçlü (TUR)      | 3   | 4   |
| 3   |     | Jigjidiin Mönkhbat (MGL)   |      | Bye                     |     |     |

### Kolo 3
| TPP | MPP |                          | Čas  |                            | MPP | TPP |
| --- | --- | ------------------------ | ---- | -------------------------- | --- | --- |
| 6   | 3   | Ernst Knoll (FRG)        |      | Reza Khorrami (IRI)        | 1   | 2   |
| 1.5 | 0.5 | Károly Bajkó (HUN)       |      | Etienne Martinetti (SUI)   | 3.5 | 7.5 |
| 7.5 | 3.5 | Raúl García (MEX)        |      | Paweł Kurczewski (POL)     | 0.5 | 4.5 |
| 3   | 2   | Benjamin Peterson (USA)  |      | Gennadij Strachov (URS)    | 2   | 2.5 |
| 2   | 0   | Bárbaro Morgan (CUB)     | 1:00 | Kwak Kwang-Woong (KOR)     | 4   | 9   |
| 3.5 | 0.5 | Günter Spindler (GDR)    |      | Umberto Marcheggiani (ITA) | 3.5 | 8.5 |
| 5.5 | 3.5 | Michel Grangier (FRA)    |      | Rusi Petrov (BUL)          | 0.5 | 1.5 |
| 4   |     | Mehmet Güçlü (TUR)       |      | Bye                        |     |     |
| 3   |     | Jigjidiin Mönkhbat (MGL) |      | DNA                        |     |     |
| 3   |     | George Saunders (CAN)    |      | DNA                        |     |     |

### Kolo 4
| TPP | MPP |                        | Čas  |                         | MPP | TPP |
| --- | --- | ---------------------- | ---- | ----------------------- | --- | --- |
| 8   | 4   | Mehmet Güçlü (TUR)     | 8:25 | Károly Bajkó (HUN)      | 0   | 3   |
| 5   | 3   | Reza Khorrami (IRI)    |      | Benjamin Peterson (USA) | 1   | 4   |
| 8.5 | 4   | Paweł Kurczewski (POL) | 1:52 | Gennadij Strachov (URS) | 0   | 2.5 |
| 3   | 1   | Bárbaro Morgan (CUB)   |      | Michel Grangier (FRA)   | 3   | 8.5 |
| 4.5 | 1   | Günter Spindler (GDR)  |      | Rusi Petrov (BUL)       | 3   | 4.5 |

### Kolo 5
| TPP | MPP |                         | Čas  |                       | MPP | TPP |
| --- | --- | ----------------------- | ---- | --------------------- | --- | --- |
| 5   | 2   | Károly Bajkó (HUN)      |      | Reza Khorrami (IRI)   | 2   | 7   |
| 4   | 0   | Benjamin Peterson (USA) | 5:24 | Bárbaro Morgan (CUB)  | 4   | 7   |
| 3   | 0.5 | Gennadij Strachov (URS) |      | Günter Spindler (GDR) | 3.5 | 8   |
| 4.5 |     | Rusi Petrov (BUL)       |      | Bye                   |     |     |

### Kolo 6
| TPP | MPP |                    | Čas  |                         | MPP | TPP |
| --- | --- | ------------------ | ---- | ----------------------- | --- | --- |
| 8.5 | 4   | Rusi Petrov (BUL)  | 2:41 | Benjamin Peterson (USA) | 0   | 4   |
| 8   | 3   | Károly Bajkó (HUN) |      | Gennadij Strachov (URS) | 1   | 4   |

### Finále
Výsledky z předchozích kol se započítávají do finále (žlutě zvýrazněno).
| TPP | MPP |                         | Čas |                         | MPP | TPP |
| --- | --- | ----------------------- | --- | ----------------------- | --- | --- |
| 2   | 2   | Benjamin Peterson (USA) |     | Gennadij Strachov (URS) | 2   | 2   |

## Finálové pořadí
1. Benjamin Peterson (USA)
2. Gennadij Strachov (URS)
3. Károly Bajkó (HUN)
4. Rusi Petrov (BUL)
5. Bárbaro Morgan (CUB) and  Reza Khorrami (IRI)
6. Günter Spindler (GDR)